# Henryk Ostrowski (harcmistrz)
Henryk Ostrowski ps. „Henryk”, „Heniek”, „Kos”, „Burłaj” (ur. 11 lipca 1919 w Warszawie, zm. 28 czerwca 1995 w Enoggera w Brisbane) – harcmistrz, komendant Grup Szturmowych Szarych Szeregów hufca „Praga”, aresztowany przez gestapo w nocy z 18 na 19 marca 1943, uwolniony w akcji pod Arsenałem. Po wojnie działacz polonijny na emigracji w Australii.

## Życiorys

### Wczesne lata
Urodzony w Warszawie, jako drugi (po Zygmuncie Bolesławie) syn Eugeniusza i Kazimiery. Pochodził z domu, w którym pielęgnowano tradycje patriotyczne.
Jego ojciec, Eugeniusz Ostrowski, w 1914 powołany do armii rosyjskiej, zbiegł z niej, a następnie przeszedł do POW w Kijowie. Brał udział w wojnie 1920 roku. W latach 1930–1933 był przewodniczącym Koła Przyjaciół Harcerstwa przy 22 WDH, do której należeli obaj jego synowie.
Henryk Ostrowski od 1926 uczęszczał do Szkoły Powszechnej nr 60 w Warszawie przy ul. Świdrzańskiej 10 i ul. Krypskiej, a od września 1933 do Gimnazjum i Liceum im. Króla Władysława IV przy ul. Zygmuntowskiej na Pradze. Małą maturę zdał w maju 1938. Naukę na poziomie licealnym kontynuował na tajnych kompletach w tym samym liceum (wraz z harcerzami Szarych Szeregów: Jerzym Trzopkiem, Zbigniewem Klimasem i Zygmuntem Wieczorkiem), a egzamin dojrzałości złożył konspiracyjnie w czerwcu 1940. Przed 1 września 1939 ukończył także gimnazjalny kurs przysposobienia wojskowego I stopnia (wyszkolenie rekruckie).

### Harcerstwo
W 1929 wstąpił do zastępu „Węży” 22 Warszawskiej Drużyny Harcerzy im. Króla Władysława Łokietka. Z drużyną tą związał się na wiele lat, pełniąc w niej wszystkie funkcje do drużynowego włącznie. Jesienią 1932, po lekturze artykułów Aleksandra Kamińskiego o zuchach w piśmie „Na Tropie”, wspólnie z kolegą z ławy szkolnej, harcerzem Stanisławem Ciszewskim, zorganizował 22 Warszawską Gromadę Zuchów.
Uczestniczył we wszystkich obozach letnich drużyny w latach 1930–1939. Był komendantem obozów w Pulemcu k. Włodawy w 1938 i w Partęczynach k. Brodnicy w 1939. Brał też udział w obozach narciarskich w Krynicy i Zakopanem. Podczas Jubileuszowego Zlotu ZHP w Spale zaprzyjaźnił się z phm. Ryszardem Białousem.
Wiosną 1939, wraz ze wszystkimi instruktorami 22 WDH, podpisał protest przeciwko decyzjom personalnym Naczelnika Harcerzy Zbigniewa Trylskiego, skutkiem czego we wrześniu 1939 miał zostać usunięty z ZHP. Mimo to poprowadził jeszcze ostatni obóz harcerski drużyny nad jez. Partęczyny przy granicy niemieckiej. Po powrocie do Warszawy kierował służbami harcerskimi 22 WDH w ramach Pogotowia Harcerzy Hufca ZHP Warszawa-Praga.

### Czas wojny
Na rozkaz mobilizacji warszawskich starszych harcerzy i skautów 6 września 1939 stanął na czele blisko 20-osobowej grupy harcerzy 22 WDH w składzie praskiej kompanii Warszawskiego Batalionu Harcerskiego. W pierwszych dniach października zorganizował wraz z phm. Jerzym Przyjemskim i HR Franciszkiem Kuczewskim konspiracyjne środowisko na Grochowie, wywodzące się z 22 Szczepu Harcerzy, a z hm. Kazimierzem Skorupką tworzył zalążki harcerskiej konspiracji na Pradze i Bródnie. Kontaktował się też z hm. Lechosławem Domańskim, ówcześnie p.o. Naczelnika Harcerzy, oraz hm. Władysławem Dehnelem, komendantem chorągwi. Od jesieni 1939 był członkiem komendy Okręgu Praga (PR), od przełomu 1940/1941 hufcowym Grochowa (GR), od 1 marca 1942 komendantem Okręgu PR (po Jerzym Jaczewskim).
Jesienią 1939 podjął pracę w Stołecznym Komitecie Samopomocy Społecznej (będącym oficjalną formą opiekuńczej i wychowawczej działalności tajnego harcerstwa, a także oparciem dla jego struktur organizacyjnych) i kierował zespołami młodzieżowymi na Pradze i Grochowie. Ponadto zaangażował się w działalność harcerskiej spółdzielni pod nazwą „Samopomoc Koleżeńska” („SK”), utworzonej przez harcerzy 22 WDH, zajmującej się zarobkowaniem, m.in. handlem i usługami (szklarskimi, budowlanymi, rozbiórkowymi). Wiosną 1941 kierował akcją wywiadowczą podczas niemieckiej koncentracji wojsk przed wojną z ZSRR.
3 listopada 1942 objął dowodzenie Hufcem „Praga”, jednym z czterech hufców (plutonów) Grup Szturmowych Chorągwi Warszawskiej, skupiającym pełnoletnich, najstarszych harcerzy z prawobrzeżnej części miasta. Współpracował ze swym przyjacielem phm. por. Ryszardem Białousem „Jerzym”, wojskowym dowódcą Grup Szturmowych, składających się na Oddział Specjalny „Jerzy” Kedywu Komendy Głównej AK.
W nocy z 31 grudnia 1942 na 1 stycznia 1943, wraz z phm. kpr. pchor. Janem Kopałką „Tadkiem” (w obecności por. Jana Kajusa Andrzejewskiego), dokonał udanego wysadzenia przepustu kolejowego pod Radomiem. Akcja ta była jego chrztem bojowym, kończącym kurs „Wielkiej Dywersji”. Następnie z harcerzami Drużyny GS-PR-200 (starszej 51 WDH) dokonał rozpoznania mostu kolejowego na Kanale Żerańskim oraz na rzece Wolbórce pod Czarnocinem w celu przygotowania ich wysadzenia, a także mostów na linii kolejowej Przemyśl–Przeworsk.
14 lutego 1943 wstąpił w związek małżeński z Walentyną Hornówną, drużynową konspiracyjnej 54 WZDH. Wraz z żoną zamieszkał na zapleczu sklepu kontyngentowego spółdzielni „SK” przy ul. Osieckiej 31, który to lokal był wygodną przykrywką pracy konspiracyjnej.

### Aresztowanie
W nocy z 18 na 19 marca 1943 został aresztowany przez gestapo wraz z żoną Walentyną oraz Stanisławem Ciszewskim „Cichym” i poddany brutalnemu śledztwu. W drodze do siedziby gestapo przy al. Szucha 25 udało mu się uzgodnić zeznania z żoną i „Cichym”, co spowodowało odsunięcie ich od śledztwa. Po upływie pięciu dni od aresztowania, 23 marca 1943, gestapo aresztowało kolejnego komendanta Hufca Południe („SAD”), phm. kpr. pchor. Jana Bytnara „Rudego”. Obaj zostali uwolnieni 26 marca 1943 podczas akcji pod Arsenałem (o kryptonimie „Meksyk II”).
Gestapowcy z alei Szucha doprowadzili do konfrontacji, podczas której przedstawili go jako zdrajcę, aby wymusić na „Rudym” zeznania. Ta nieprawdziwa wersja wydarzeń została przekazana przez „Rudego” Tadeuszowi Zawadzkiemu „Zośce”, a następnie opisana przez Aleksandra Kamińskiego w książce Kamienie na szaniec.
Po uwolnieniu był przesłuchiwany przez Naczelnika Szarych Szeregów hm. Floriana Marciniaka, komendanta chorągwi i dowódcę GS Ula „Wisła” hm. Stanisława Broniewskiego, a także dowódcę OS „Jerzy” phm. Ryszarda Białousa. W jego postawie w śledztwie nie dopatrzono się zdrady ani uchybień jako dowódcy. Jeśli były uchybienia, to jedynie po stronie jego przełożonych, którzy nie podjęli nakazanych w takich przypadkach działań zabezpieczających. Uznano, że nie ma podstaw do przekazania jego sprawy do Wojskowego Sądu Specjalnego, nie odsunięto go także od pracy konspiracyjnej.
Przez kilka miesięcy, do czasu zagojenia ran i odrośnięcia włosów, ukrywał się w Warszawie, a następnie od maja 1943 zamieszkał w Prawiednikach k. Lublina. Po wyrobieniu nowych dokumentów na nazwisko Henryka Nowackiego powierzono mu pracę na terenie Lubelskiej Chorągwi Harcerzy (kryptonim Ul „Zboże”). Od 29 sierpnia do 6 grudnia 1943, do czasu ponownego, przypadkowego aresztowania, był dowódcą GS Lubelskiej Chorągwi Harcerzy (pod pseudonimami „Burłaj” i „Wielisz”) i zastępczo pełnił obowiązki komendanta Chorągwi, reprezentując ją wobec dowództwa Lubelskiego Okręgu AK. Po aresztowaniu był badany w siedzibie gestapo na Zamku w Lublinie, a następnie osadzony w obozie koncentracyjnym na Majdanku. Potem przebywał w obozach Auschwitz-Birkenau (nr 182987), Mittelbau-Dora i Bergen-Belsen. Uwolniony przez wojska kanadyjskie w maju 1945 w stanie skrajnego wyczerpania, po kilku kolejnych „marszach śmierci”.

### Okres powojenny
Po wojnie rozpoczął studia rolnicze na Uniwersytecie w Monachium, specjalizując się w zakresie upraw łąkowych. Ukończył je w 1949 z tytułem inżyniera rolnika. W latach 1945–1949 działał w ZHP na terenie okupowanych Niemiec, przewodniczył Akademickiemu Kręgowi Starszoharcerskiemu w Monachium. Był jednocześnie kierownikiem Wydziału Wędrowników Chorągwi „Wisła” (w amerykańskiej strefie okupacyjnej). Naczelnik Harcerzy rozkazem L.5. z 26 maja 1949 mianował go harcmistrzem. W tym czasie zapoznał się z oceną swej osoby zawartą w książce Kamienie na szaniec, co skłoniło go do pozostania na emigracji. W rozmowach z hm. Ryszardem Białousem (który wydał mu pisemną opinię „Pasieki” o jego postawie w śledztwie) i hm. Stanisławem Broniewskim uzyskał zapewnienie, że podejmą oni starania o zmianę przedstawienia jego osoby w książce Kamińskiego. W 1949 wyjechał do Australii. Ponieważ nie uznano jego dyplomu inżyniera rolnika, początkowo pracował jako robotnik niewykwalifikowany. Ostatecznie zamieszkał w Brisbane, gdzie zdobył sobie uznanie jako fitosocjolog – wybitny specjalista od upraw łąkowych i pastwisk. Przez wiele lat był członkiem władz stanowych i wybierano go do ich ciał przedstawicielskich.
W latach 1952–1965 i ponownie w latach 1970–1979 pełnił obowiązki komendanta Chorągwi Harcerzy w Australii. W latach 1976–1979 był delegatem Związku Harcerstwa Polskiego poza granicami Kraju na Australię. Aż do śmierci pracował w Zarządzie Okręgu Australijskiego tej organizacji. Należał do towarzystw polonijnych, m.in. Stowarzyszenia Polskich Kombatantów oraz Oddziału Australijskiego Światowego Związku Żołnierzy Armii Krajowej. W latach 1981–1990 zorganizował i kierował grupą charytatywną „Let Poland Live” (Pozwólcie Polsce żyć!), zbierającą fundusze na pomoc żywnościową i medyczną kierowaną do Polski za pośrednictwem Kościoła. Prowadził też działalność publicystyczną na rzecz odzyskania przez Polskę niepodległości i suwerenności.
W 1949, po daremnych poszukiwaniach i otrzymaniu z Polski informacji o śmierci w Oświęcimiu pierwszej żony – Walentyny, wstąpił w związek małżeński z wdową Ludwiką Żmudzką i adoptował jej syna Jerzego, urodzonego w pierwszej połowie lat czterdziestych i od połowy lat pięćdziesiątych chorego na polio. Z małżeństwa tego urodziło się troje dzieci: Krzysztof Eugeniusz (ur. ok. 1951, nauczyciel, żonaty z Margaret, mający syna i córkę), Barbara (ur. ok. 1956, architekt wnętrz, zamężna, mająca dwóch synów Davida i Wade’a), oraz Marek Antoni (ur. ok. 1962).
Henryk Ostrowski zmarł 28 czerwca 1995 w Enoggera (przedmieście Brisbane) po długiej chorobie serca (pierwszy zawał przeszedł w 1992). Pochowany został na cmentarzu w Brisbane. W ostatniej drodze na „Wieczną Wartę” jego trumnę okrywał sztandar Australijskiego Okręgu Stowarzyszenia Polskich Kombatantów. Odprowadzali go, oprócz najbliższej rodziny, przyjaciel i podkomendny z zastępu „Orłów” 22 WDH i Drużyny GS-PR-100 Stanisław Grochala pseudonim „Pstrąg” z rodziną, przedstawiciele władz SPK oraz harcerki i harcerze Okręgu Australijskiego ZHP poza granicami Kraju.
Za pracę, konspiracyjną i społeczną działalność w środowiskach polonijnych odznaczony był Medalem Wojska (1963), Srebrnym Krzyżem Zasługi (1964) oraz Krzyżem Armii Krajowej.